# Studentski grad (Zagreb)
Studentski grad jest gradsko naselje u zagrebačkoj Gornjoj Dubravi. Omeđeno je Dankovečkom ulicom na zapadu, ulicom Klin na istoku i Koledinečkom na jugu. Mjesni odbor, kojemu je pridodana i tržnica Dubrava te okolne građevine, obuhvaća površinu od 103,41 hektara, sa stanovništvom od 6495 osoba prema popisu iz 2021.

## Javni prijevoz
Uz južni rub naselja, po Aveniji Dubrava, prometuju ZET-ove tramvajske linije 4, 11 i 34. Kroz samo naselje voze autobusne linije 210, 214, 223 i 235, a uz južni rub naselja, po Dankovečkoj, voze i linije 208, 209 te 213.

## Povijest
Naselje je prvotno zamišljeno kao studentski kampus. Projekt su montažnog naselja 1948. izradili studenti arhitekture pod profesorom Josipom Seisselom, a u radnoj akciji domaćih studenata za izgradnju koja je uslijedila 1949. sudjelovalo je do 1950. godine 2260 inozemnih omladinaca 40 različitih narodnosti. Ipak, brzo se odustalo od montažne gradnje, a studenti su isključeni iz radova gašenjem studentskog poduzeća. Uz naselje je izgrađena i Pionirska željeznica, koja je vodila od Studentskog grada do Grada mladih, Slanovca i Miroševečke Trnave, s dodatnom postajom u Miroševcu. Pruga je puštena u promet 14. studenog 1948., a prelazila je četiri mosta kroz svoja 5,92 kilometra.
Glavnina naselja izgrađena je do početka 1960-ih godina, a činile su ju niske stambene zgrade. Međutim, već 7. listopada 1964. isključena je iz prometa pionirska željeznica zbog dotrajalosti pruge, postrojenja i vozila, a zamijenila ju je autobusna linija. Zatim je 1971. prema projektu Aleksandra Dragomanovića, Radovana Nikšića i Ede Šmidihena sagrađena Osnovna škola Grana (danas OŠ Vjenceslava Novaka), otvorena 1. rujna s 1226 već upisanih učenika.
Nakon njih izgrađena su sredinom 1970-ih i tri nebodera sa šesnaest katova uz Koledinečku ulicu. Godine 1984. dovršava se izgradnja srednje škole u naselju, u koju useljava Poljoprivredno-prehrambeni obrazovni centar – preteča današnje veterinarske, poljoprivredne i prehrambeno-tehnološke škole, koje su se osamostalile 1991. godine.
Godine 2017. u naselju je svečano otvoren Park Žarka Manjkasa, branitelja Vukovara iz redova HOS-a. 

## Tržnica Dubrava
Tržnica Dubrava južno od Koledinečke izgrađena je početkom 1990-ih godina. Prema navodima Udruge vlasnika i korisnika, privatna gradska tržnica vrlo je brzo zapala u »građevni nered« proširenjima i nadogradnjama putem nezakonitih štandova, koji su započeli 1994. pod upravom Nevena Kolića, tada zastupajući Plodine Zadar uz 22-postotno vlasništvo tržnice. Kolić je, tvrdi se, putem nevažećih dozvola došao u vlasništvo velike površine tržnice, gdje je izgradio lokale i štandovne površine nauštrb javne i osnovne infrastrukture. Bivši upravitelj izjavio je 2002. godine da su njegove dozvole ispravne.

## Vijeće
Vijeće mjesnog odbora sastoji se od sedam zastupnika. 
U mandatu od 2025. izabrana su četiri zastupnika s liste Možemo! i SDP te po jedan zastupnik s lista HDZ-a, Tomislava Jonjića i NL Servus Zagreb. Vijeće je konstituirano 30. lipnja